# Wanda Dzierzgowska
Wanda Gertruda Dzierzgowska (ur. 26 grudnia 1938 w Skrzeszewie) – kaszubska hafciarka. 
Jej wielokrotnie nagradzane za wysoki poziom artystyczny prace, znajdują się m.in. w Muzeum Narodowym w Gdańsku – w Oddziale Etnograficznym, w kolekcji etnograficznej Kaszubskiego Uniwersytetu Ludowego w Wieżycy, a także w Muzeum Parafialnym w Żukowie. W 2016 otrzymała Brązowy Medal „Zasłużony Kulturze Gloria Artis”. W 2009 roku została odznaczona Krzyżem Kawalerskim Orderu Odrodzenia Polski. W 2004 roku, postanowieniem Prezydenta Polski, otrzymała Złoty Krzyż Zasługi za osiągnięcia w kultywowaniu twórczości ludowej, a w 2003 roku – medal za zasługi dla twórczości ludowej od Stowarzyszenia Twórców Ludowych. Oprócz działalności artystycznej, prowadzi także zajęcia z młodzieżą, ucząc hafciarstwa.